# Skander Souayah
Skander Souayah (en àrab إسكندر السويح), nascut el 20 de novembre de 1972 a Sfax és un jugador de futbol retirat de Tunísia.
Es formà al Club Sportif Sfaxien (CSS), on jugà moltes temporades (de 1992 a 2001). Fins al 2005 fou jugador de Espérance Sportive de Tunis. Fou internacional amb la selecció de Tunísia amb la qual disputà el Mundial de 1998, on marcà un gol.
Fou suspès per sis mesos pel Comitè de Disciplina de la FIFA per donar positiu en un control de dopatge el març de 2002.

## Palmarès
- Lliga de Campions aràbiga de futbol: 2000
- Copa de la CAF: 1998
- Lliga tunisiana de futbol: 1995, 2002, 2003, 2004
- Copa tunisiana de futbol: 1995